# Mary Nash (historiadora)
Mary Josephine Nash Baldwin (Limerick, 1947), conocida como Mary Nash, es una historiadora, profesora y autora irlandesa.
Tiene la nacionalidad española desde 1970 y actualmente reside entre Barcelona y Caldes de Malavella, España. Es pionera en el estudio de la historia de las mujeres, del género y del feminismo en España. Es especialista en historia de las mujeres, representaciones culturales y de género, obrerismo, movimientos sociales, culturas políticas y diversidad cultural en el siglo XX. Su investigación pionera se centró en las mujeres, ciudadanía y resistencia antifascista durante la Segunda República y la Guerra civil. Ha publicado sobre feminismos, género y ciudadanía, culturas políticas y las fronteras cambiantes entre público y privado. Su investigación se ha dedicado a la cultura política del feminismo en el marco de la Transición democrática. También se ha consagrado al estudio de la intersección entre discursos de alteridad, diversidad cultural, género, migración o turismo de masas como escenarios transformadores de prácticas sociales y de género en la sociedad catalana y española. 

## Biografía
En 1967 se licenció en historia y civilización francesa en la Universidad Nacional de Irlanda de Cork.  Realizó un postgrado en historia en el Instituto Universitario de Estudios Europeos de Turín, Italia, en 1968 y luego se trasladó a Barcelona. En 1974, aun bajo la dictadura franquista, inauguró una asignatura sobre historia del feminismo y de las mujeres en la licenciatura de historia de la Universidad de Barcelona, donde se doctoró en 1977 en la especialidad de historia moderna con la tesis La mujer en las organizaciones políticas de izquierdas en España, 1931-1939. En 1982 fundó y dirigió el Centro de Investigación Histórica de la Mujer (CIHD), Universidad de Barcelona, el primer espacio universitario en España dedicado a la historia de las mujeres.  En 1991 dirigió en este Centro el primer postgrado universitario en estudios de género en formación en coeducación no sexista. Desde 1988 es miembro fundador del consejo de redacción de la revista Historia Social. Participó en la primera reunión del comité nacional de la International Federation for Research in Women´s History (IFRWH)  en 1989 en Bellagio, Italia. En 1990 impulsó la creación de la Comisión Interuniversitaria que dio pie a la fundación de la Asociación Española de Investigación Histórica de las Mujeres (AEIHM) en 1991. Fue la presidenta de la AEIHM en su primera etapa (1991-1997). En 1994 fue cofundadora de Arenal, revista de historia de las mujeres, de la cual sigue como codirectora en 2025. En 1997 fundó el Grupo Consolidado de Investigación Multiculturalismo y Género de la Universidad de Barcelona.
En 1984 obtuvo el premio Emilia Pardo Bazán por el trabajo Presencia y protagonismo. Aspectos de la historia de las mujeres. En 1995 la Generalidad de Cataluña le concedió la Creu de Sant Jordi. En 2008 recibió la Medalla al Trabajo President Macià, distinción que se concede a la iniciativa en el quehacer científico. En 2010 fue investida Doctora Honoris Causa por la Universidad de Granada.y en 2018 por la Universidad Rovira i Virgili, Tarragona.  Ha sido galardonado con el Premio Territorios de la Memoria (2020) en reconocimiento de su labor de recuperación de la memoria historia de las mujeres. Fue Presidenta de la Comisión de Humanidades de la Agencia de Calidad Universitaria de la Generalitat de Cataluña. En 2022 la Universidad de Barcelona promovió su candidatura al Premio Princesa de Asturias en su categoría de Ciencias Sociales. En 2024 fue otorgada el Premio de Honor Sapiens por su trayectoria pionera en la historia de las mujeres.  
Colaboró con la red europea de género European Network of Women´s Studies del Consejo de Europa en relación con las transiciones democráticas y la igualdad y derechos de las mujeres. Ha colaborado con la UNESCO  y la Comisión Europea.  
Es miembro del Consejo Asesor de varias revistas académicas y es autora de numerosos libros y artículos académicos,
Fue catedrática de Historia Contemporánea desde 1991 en la Universidad de Barcelona.En la actualidad es catedrática emérita de la Universidad de Barcelona.

## Obra[4]

### Autora
- Mujeres libres: España 1936-1939. Barcelona: Tusquets, 1975.
- Femmes libres. Espagne 1936-1939, Claix, La Pensée Sauvage, 1977.  (Traducción).
- Mujeres libres: Die Freien in Spanien. 1936-1939, Berlin,  Karin Kramer Verlag, 1979. (Traducción).
- Mujer y movimiento obrero en España. Barcelona: Fontamara, 1981.
- Historia y género: las mujeres en la Europa moderna y contemporánea. James S. Amelang, Mary Nash. Valencia: Institució Alfons el Magnánim, 1990.
- Experiencias desiguales: conflictos sociales y respuestas colectivas: siglo XIX. Susanna Tavera y  Mary Nash. Madrid: Síntesis, 1994.
- Defying Male Civilization: Women in the Spanish Civil War. Denver: Arden Press, 1995.[5][6]
- Rojas: las mujeres republicanas en la Guerra Civil española. Madrid: Taurus, 1999, Random House 2024.[7]
- Género. Identidad urbana y participación ciudadana: en torno al Once de septiembre. Barcelona: Institut de Cultura, 2000.[8]
- Mujeres en el Mundo. Historia, retos y movimientos. Madrid: Alianza, 2004, 2017.[9]
- Inmigrantes en nuestro espejo: inmigración y discurso periodístico en la prensa española. Barcelona: Icaria/Antrzyt, 2005.
- Dones en transició: de la resistència política a la legitimitat feminista: les dones en la Barcelona de la Transició. Barcelona: Ajuntament de Barcelona, 2007.
- Trabajadoras: un siglo de trabajo femenino en Cataluña [1900-2000]. Barcelona: Generalitat de Catalunya, 2010.

### Editora
- Mujer, familia y trabajo en España: 1875-1936.  Barcelona: Anthropos, 1983.
- Presencia y protagonismo: aspectos de la presencia de la mujer. Barcelona: Ediciones del Serbal, 1984.
- Més enllà del silenci. Les dones a la història de Catalunya. Barcelona: Generalitat de Catalunya, 1988.
- Historia y género; las mujeres en la Europa moderna y contemporánea, con  James Amelang.  Valencia: Edicions Alfons el Magnànim, 1990.
- Les dones fan historia, Barcelona, Generalitat de Catalunya, 1990.
- Mulheres, trabalho e reprodução. Atitudes sociais e políticas de protecção à vida. Editoras: Rosa Ballester, Mary Nash. Porto: Ediçoes Afrontamento, 1996.[10]
- Multiculturalismos y género. Un estudio interdisciplinar. Editoras: Diana Marre, Mary Nash. Barcelona: Bellaterra, 2001.
- Las mujeres y las guerras: el papel de las mujeres en las guerras de la Edad Antigua a la Contemporánea. Editoras: Susanna Tavera, Mary Nash. Barcelona: Icaria, 2003.
- Inmigración, género y espacios urbanos: los retos de la diversidad. Editoras: Rosa Tello, Núria Benach, Mary Nash. Barcelona: Bellaterra, 2005.
- Dones. Els camins de la llibertat.  Editoras Mary Nash y Maria Lluisa Penelas. Barcelona,  Generalitat de Catalunya, 2008.
- Los límites de la diferencia: alteridad cultural, género y prácticas sociales. Editoras: Gemma Torres Delgado, Mary Nash. Barcelona: Icaria/Antrzyt, 2009.
- Feminismos en la transición. Editoras: Gemma Torres Delgado, Mary Nash. Barcelona: Universitat de Barcelona, 2009.
- Ciudadanas y protagonistas históricas: Mujeres republicanas en la II República y la Guerra Civil. Madrid: Congreso de los Diputados, 2010.
- Alteridad cultural y género en la recepción mediática de la inmigración. Editores: Antoni Vives, Mary Nash. Barcelona: Universitat de Barcelona, 2011.
- Represión, resistencias, memoria. Las mujeres bajo la dictadura franquista. Granada: Comares, 2013.
- Desvelando la Historia. Fuentes históricas coloniales y postcoloniales en clave de género. Editores: Enrique Díez Gutiérrez, Bianca Deusdad Ayala, Mary Nash. Granada: Comares, 2013.
- Feminidades y masculinidades: arquetipos y prácticas de género. Madrid: Alianza Editorial, 2014.

### Capítulos de libros
- "La miliciana: otra opción de combatividad femenina antifascista" (pág. 97-108). Las mujeres y la guerra civil española. Madrid: Ministerio de Trabajo e Inmigración; Instituto de la Mujer, 1991.
- “Pronatalism and Motherhood in Franco’s Spain” en  Maternity, Visions of Gender and the Rise of the European Welfare States, 1890-1950. G.Bock y P.Thane (eds).  Routledge and Kegan Paul, 19
- “Two decades of Women’s History in Spain: a re-appraisal”, en Karen Offen, Ruth Roach Pearson y Jane Rendall (eds.) Writing Women’s History: International Perspectives. Londres, MacMillan, 1991.
- " Identidad de género, discurso de la domesticidad y la definición del trabajo de las mujeres en la España del siglo XIX", en George Duby y Michelle Perrot (Eds) Historia de las mujeres en Occidente. Madrid: Taurus, 1993.
- “Maternidad, maternología y reforma eugénica en España”. G. Duby y M. Perrot (Eds)  Historia de las mujeres en Occidente.  Madrid: Taurus, 1993.
- “A disreputable sex reformer: Hildegart, the Red Virgin”, en A. Usardiraga y E. Russell (eds.) Wayward Girls and Wicked Women. In Memoriam of Angela Carter. Barcelona,  Servei de publicacions UAB, 1995.
- "Ideals of Redemption: Socialism and Women on the Left in Spain". Women and Socialism. Socialism and Women. Europe between the two world wars. Editores:  Helmut Gruber, Pamela Graves. Nova York: Bergham Books, 1998.[11]
- "Construcció social de la dona estrangera". Directora: Maria-Àngels Roque. Dones i migració a la Mediterránia Occidental. Barcelona: Institut Català de la Mediterrània d'Estudis i Cooperació, 1999.
- "Un/Contested identities: Motherhood Sex Reform, and the Modernization of Gender Identity in Early Twentieth-Century Spain". Editoras: Victoria Lorée Enders, Pamela Beth Radcliff, en Constructing Spanish Womanhood. Female Identity in Modern Spain. Nueva York: State University of New York Press, 1999.
- The rise of women’s movement in nineteenth century Spain en Sylvia Paletscheck y Bianka Pietrow-Ennker (eds.) Women’s emancipation movements in the 19th century. A European Perspective. Stanford,  University Press, 2004.
- "La doble alteridad en la comunidad imaginada de las mujeres inmigrantes". Editores: Núria Benach Rovira, Rosa Tello i Robira, Mary Nash. Inmigración, género y espacios urbanos: los retos de la diversidad. Barcelona: Bellaterra, 2005
- "La transgresión de la ciudadanía en femenino: Clara Campoamor y Federica Montseny". Coordinadora: Mercedes Gómez Blesa. Las intelectuales republicanas : la conquista de la ciudadanía. Madrid: Biblioteca Nueva, 2007.
- "Mujeres en guerra. Repensar la historia". Coordinadores: Paul Preston, Julián Casanova. La guerra civil española. Madrid: Fundación Pablo Iglesias, 2008.
- "Inmigración y discursos institucionales en Cataluña". Editores: Antoni Vives y Mary Nash.  La inmigración sale a la calle: comunicación y discursos políticos sobre el fenómeno migratorio. Barcelona: Icària, 2008.
- "Representaciones culturales, imaginarios y comunidad imaginada en la interpretación del universo intercultural". La política de lo diverso: ¿producción, reconocimiento o apropiación de lo cultural? I Training Seminar de Jóvenes Investigadores en Dinámicas Interculturales. Barcelona: CIDOB, 2008.
- "Dones en transició: la consolidació del feminisme a Catalunya". Director científico: Josep Maria Solé Sabaté. La transició a Catalunya (1975-1984): 1. Mor la Dictadura, neix una il·lusió (1975-1979). Barcelona: Edicions 62, 2008.
- "Maternidades y construcción identitaria: debates del siglo XX". Editora: Gloria A. Franco Rubio. Debates sobre la maternidad: Desde una perspectiva histórica (siglos XVI-XX). Barcelona: Icaria, 2010.
- "Ciutadanes en guerra: Les dones republicanes en la lluita antifeixista". Coordinador: David Ginard. Dona, Guerra Civil i franquisme. Palma: Documenta Balear, 2011.
- "La construcción de una cultura política desde la legitimidad feminista durante la transición política democrática". Editoras: Ana Aguado; Teresa M. Ortega. Feminismos y antifeminismos: Culturas políticas e identidades de género en la España del siglo XX. Valencia: Universitat de València; Granada: Universidad de Granada, 2011.
- "Las mujeres en el último siglo". 100 años en femenino. Una historia de las mujeres en España (Catálogo de la Exposición). Madrid: Acción Cultural Española, 2012.
- "Productor, padre cabeza de familia, reina del hogar y prácticas disidentes". La dictadura franquista. La institucionalització d'un règim.  Barcelona: Universitat de Barcelona, 2012.
- "Feminismos de la Transición: políticas identitarias, cultura política y disidencia cultural como resignificación de los valores de género". Editora: Pilar Pérez-Fuentes Hernández. Entre dos orillas: Las mujeres en la historia de España y América Latina. Barcelona: Icaria, 2012.
- "Hacia una conciencia feminista: las organizaciones femeninas y la construcción del feminismo". Antología del pensamiento feminista español (1726-2011). Madrid: Cátedra, 2012.
- "Mujeres, género y las fronteras abiertas de la Historia: Una cartografía intelectual". Editor: Jaume Aurell. La historia de España en primera persona: Autobiografía de historiadores hispanistas. Barcelona: Base, 2012.
- "Resistencias e identidades colectivas: el despertar feminista durante el tardofranquismo en Barcelona". Editora: Mary Nash. Represión, resistencias, memoria. Las mujeres bajo la dictadura franquista. Granada: Comares, 2013.
- "La resistencia colonial en Egipto" (pág. 89-91), "Las mujeres en la Primavera Árabe" (pág. 153-158), "Los derechos de las mujeres son derechos humanos" (pág. 183-187). Desvelando la historia. Fuentes históricas coloniales y postcoloniales en clave de género. Granada: Comares, 2013.
- "Vencidas, represaliadas y resistentes: las mujeres bajo el orden patriarcal franquista". Editor: Julián Casanova Ruiz. 40 años con Franco. Barcelona: Crítica, 2015.
- “Los feminismos históricos: revisiones y debates” en Ángela Cenarro, y Regine Illion, (eds.) Feminismos. Contribuciones desde la historia. Zaragoza: Prensas Universitarias de Zaragoza, 2015.
- “The Resurgence of Feminism in Catalonia, 1970-1975” en Silvia Bermúdez y Roberta Johnson A New History of Iberian Feminisms, Toronto, University of Toronto Press, 2018.
- “«Yo también soy adultera»: Sororidad, hermanas adulteras y los retos feministas de la Transicion a las creencias establecidas sobre  el genero”, en Angela  Muñoz Fernaández  y Jordi Luengo  López (eds.) Creencias y disidencias, Experiencias politicas, sociales, culturales y religiosas en Ia Historia de los Mujeres. Granada, Ed. Comares, 2020.
- “Aurora Bertrana y Juan Manuel Serrat: Género, novela y cine en la creación de imaginarios e identidades turísticos”. En Antoni Vives Riera y Gemma Torres Delgado (eds.) El placer de la diferencia, Turismo, género y nación en la Historia de España. Granada, Comares, 2021.

### Artículos en revistas
- “El Centre d’Investigació Històrica de la Dona, (CIHD)”.  L’Avenç. Revista catalana d’història, Vol. 69, 1984.
- “Conceptualización y desarrollo de los estudios en torno a las mujeres: un panorama internacional”. Papers. Revista de Sociología, Núm. 30, 1988.

- “Milicianas and Homefront Heroines: Images of women in War and Revolution (1936-1939)”. History of European Ideas, Vol. 11, 1989.
- “Dos Décadas de Historia de las mujeres en España: una reconsideración”. Historia Social, Núm. 9,  1991.
- “En torno a las consecuencias sociales de la Primera Guerra Mundial”, Sociología del Trabajo, 1991.
- “Social Eugenics and Nationalist Race Hygiene in Early Twentieth Century Spain”. History of European Ideas,  Vol.: 13, 1992.
- “Women in war: milicianas and Armed Combat in revolutionary Spain”, The International History Review, 1993.
- “Experiencia y aprendizaje: la formación histórica de los feminismos en España”,  Historia Social, Num. 20. 1994.

- "Frederica Montseny: dirigente anarquista, feminista y ministra” Arenal. Revista de Historia de las mujeres,  Núm. 2  1994.
- “Género y ciudadanía”, Ayer, Revista de historia contemporánea, Vol. 20, 1995.

- “Political Culture, Catalan Nationalism and the Women’s Movement in Twentieth Century Spain”. Women’s Studies International Forum, Vol. 19 Núm. 1-2, 1996.

- “Rédéfinition de la maternité et de la citoyenneté dans l’Espagne contemporaine”,  Cahiers du Gedisst, Núm. 19, 1997.

- “Género, identidad urbana y participación ciudadana: en torno al Once de Septiembre”. Historia Contemporánea, Núm.21, 2000.
- “’Lecturas históricas o cómo leer la historia de las mujeres’. Entrevista a Mary Nash por Nora Domínguez”, Mora. Revista del Instituto Interdisciplinario de Estudios de Género, Núm. 7,  2001.

- "Intersticios, zonas de contacto intercultural y la construcción de nuevas identidades urbanas". Migrainfo: Revista de la Diputació de Barcelona. 2005
- "Identités de genre, mécanismes de subalternité et procès d'émancipation féminine". Revista CIDOB d'Afers Internacionals (n.º 73-74, pág. 217-235). 2006.[12]
- "El feminisme català i la presa de consciència de les dones". Literatures (Segunda época, n.º 5,  2007.[13]
- "Challenging subordination: the women's movement". Contributions to Science (volumen 4, pág. 75-83). 2008.[14]
- "Reflexiones feministas sobre conflictos armados. Entrevista a Mary Nash y María Palomares". Diálogos: Monográficos de divulgación del pensamiento feminista (n.º 2, pág. 34-41). 2009.
- "De cultura política, cultura de género y aprendizaje del feminismo histórico en el Estado español". Desacuerdos (n.º 7, pág. 18-41). 2012.
- "La emoción del diálogo con la gente del pasado. Una conversación con Natalie Zemon Davis". Historia Social, Dossier Natalie Zemon Davis (n.º 75, pág 65-94). 2013.
- Martínez López, Cándida; Nash, Mary. "Arenal, 20 años de Historia de las Mujeres". Arenal, Revista de Historia de las Mujeres (volumen 20, n.º 1, pág. 5-40). 2013.
- “Mass Tourism and New Representations of Gender in Late Francoist Spain: The Sueca and Don Juan in the 1960s”, Cultural History 4.2 (2015).
- con Yolanda Marco, “"Es una suerte nacer mujer". Entrevista con Ágnes Heller. México, D.F. Abril de 1980”.  Arenal. Revista de Historia de las Mujeres. Num. 22 - 2,  2015.
- con D. Ramos, I. Blasco, y R.  Cleminson, “ Debates: Historia de las mujeres y de género”.  Ayer. Revista de historia contemporánea. Num. 101, 2016.
- "Turismo y la Costa Brava: discursos neo-coloniales y de resistencia en la década de 1960" en Brice  Chamouleau   ( ed.) De colonialidad. perspectivas sobre sujetos y género en la historia contemporánea española. Madrid, Postmetropolis  Editorial, 2017.
- “Turismo, género y neocolonialismo: la Sueca y el donjuán y la erosión de arquetipos culturales franquistas en los 60".  Historia Social, n.° 96, 2020.

### Participación en proyectos de investigación y de intervención social
- "Proyecto I+D La construcción de la identidad europea a través de las identidades urbanas. Nuevos sujetos sociales, diversidad cultural y políticas públicas en espacios urbanos". Ministerio de Ciencia y Tecnología, 2001-2005.
- "Proyecto I+D Estrategias de adaptación de la mujer inmigrante de origen africano. Propuestas para la mejora de su capacitación individual. Ministerio de Ciencia e Innovación, 2007.
- "Proyecto I+D Cuestionando la conflictividad cultural: un análisis crítico de las representaciones de alteridad cultural en los medios de comunicación desde una perspectiva de género". Universitat de Barcelona y Ministerio de Educación y Ciencia, 2007-2010.
- "Proyecto I+D Jóvenes de origen inmigrante y asociaciones de sus comunidades de procedencia, un proceso hacia la interculturalidad o hacia la exclusión? Análisis de una asociación paquistaní y de una subsahariana". Universitat de Barcelona i Agència de Gestió d'Ajuts Universitaris i de Recerca, Generalitat de Catalunya (AGAUR), 2008.
- "Proyecto I+D Discursos de género, nacionalismo y respuestas colectivas de las mujeres en Cataluña e Irlanda (1940-1970)". Universitat de Barcelona i Agència de Gestió d'Ajuts Universitaris i de Recerca, Generalitat de Catalunya (AGAUR), 2009-2010.
- "Proyecto I+D Legislación y perspectivas de género en la construcción de la ciudadanía: una comparativa entre Irlanda y Cataluña en el siglo XX". Universidad de Barcelona y Agencia de Gestión de Ayudas Universitarias y de Investigación, Generalidad de Cataluña (AGAUR), 2010-2011.
- "Proyecto I+D Alianza de civilizaciones: perspectivas de género en clave histórica". Ministerio de Ciencia e Innovación, 2009-2012.
- "Proyecto I+D La mediterraneidad en la producción de espacios turísticos: contacto intercultural, alteridad de género e identidades locales". Ministerio de Ciencia e Innovación, 2011-2013.
- "Proyecto I+D Turistas e Inmigrantes; sistemas poscoloniales de jerarquización  cultural en la frontera mediterránea de Europa, una perspectiva de género". (HAR2013-45840-R). Ministerio de Ciencia e Innovación, 2014-2016.

### Otros
- Colita; Nash, Mary (Textos y selección fotográfica). Fotógrafas pioneras en Cataluña. Institut Català de les Dones, 2005.